# 拉布埃尔站
拉布埃尔站，是法国的一个铁路车站，位于法国西南部市镇拉布埃尔。

## 位置
拉布埃尔站位于拉布埃尔市区的西部，波尔多－伊伦铁路88.851公里处。车站大致呈南北走向，开口朝东。

## 设施
拉布埃尔站设有人工售票窗口，其开放时间如下：
- 周一：7:00~13:00和14:00~18:00
- 周二至周五：10:00~13:00和14:00~18:00
- 周六：10:00~13:00和15:00~18:00
- 周日及节假日：15:00~19:50

此外，拉布埃尔站站内还设有自动售票机等设施。
该站站内没有人行天桥或地下通道，前往上行方向站台的乘客需横穿铁路正线，因此该站存在一定的安全隐患。

## 停靠线路
以下列车线路在拉布埃尔站停靠：
| 拉布埃尔站列车线路表 |      |        |          |              |
| 线路                 | 车种 | 上一站 | 下一站   | 大致运行频率 |
| 波尔多—昂代          | TER  | 伊舒   | 莫桑克斯 | 每天3趟左右  |
| 波尔多—蒙德马桑      | TER  | 伊舒   | 莫桑克斯 | 每天7趟左右  |
| 1.                   |      |        |          |              |

## 配套交通

### 长途客车
| 停靠拉布埃尔站的大巴车 |                     |                                                                        |
| 上下车地点             | 运营单位            | 主要线路及目的地                                                       |
| 拉布埃尔站门口         | 朗德省城际客运 XL'R | - 13线：蓬唐斯莱福日、米米藏                                           |
| 拉布埃尔站门口         | SNCF Car TER        | （当某条铁路线施工或罢工时，SNCF可能会提供途径该线路沿途站点的大巴车） |
| 1. 2. 3.               |                     |                                                                        |

### 市内交通
拉布埃尔站附近暂无城市公共交通线路。

### 社会车辆
拉布埃尔站门口设有大型露天社会车辆停车场。

## 临近车站
| 拉布埃尔站（Gare de Labouheyre） |                  |                     |
| 上行车站                         | 线路             | 下行车站            |
| 伊舒站 13.3km ←                  | 波尔多－伊伦铁路 | 莫桑克斯站 → 19.7km |
| - 本表仅显示运营中的线路及车站   |                  |                     |